# Барабанов, Вильям Петрович
Барабанов Вильям Петрович — советский и российский химик, доктор химических наук (1973), член-корреспондент Академии наук Республики Татарстан (1992), заслуженный деятель науки и техники ТАССР, РСФСР (1978, 1991), почётный химик СССР (1979).

## Биография
Родился 27 июня 1933 года в городе Ленинград. Правнук лингвиста академика В. В. Радлова.
Житель блокадного Ленинграда. В 1942 году эвакуирован с детским домом в Пензенскую область. В 1946 году состоялся переезд в Казань, город юности его отца - Петра Петровича Барабанова.
В 1951 году заканчивает казанскую среднюю школу № 4. 
В 1956 году окончил с отличием Казанский химико-технологический институт, работает там же.
В 1962 году защитил диссертацию на соискание ученой степени кандидата химических наук, специальность «Физическая химия», «Исследования в области физико-химии неводных растворов полиэлектролитов». Научный руководитель — профессор С. М. Кочергин.
В 1972 году защитил диссертацию на соискание ученой степени доктора химических наук, специальность «Физическая химия», «Электрохимия неводных растворов полимерных электролитов».
В 1973 году основал и возглавлял (до 2005 года) кафедру физикохимии полимеров (с 1991 — кафедра физической и коллоидной химии), профессор (1974), одновременно в 1973—1989 был проректором института. Председатель Совета старейшин КНИТУ и Совета КНИТУ по историко-мемориальной деятельности.
Автор более 900 научных публикаций. Подготовил 5 докторов и 53 кандидата наук.
Неоднократно избирался народным депутатом Вахитовского района города Казани.

## Научные интересы
Труды в области электрохимии неводных и водных растворов полимерных электролитов, по разработке научных основ их практического применения в народном хозяйстве. Выполнил цикл работ по изучению процессов ионных взаимодействий в неводных растворах. Развил представления о характере межчастичных образований в растворе с учётом их химической природы. Предложил схему ионизации полимера как многостадийного процесса, разработал метод электроосаждения полимеров на сложнопрофильные металлические поверхности из органических и водно-органических сред, а также композиции на основе акриловых, эпоксидных, пиридиниевых, фторсодержащих и амидных полимеров для получения антикоррозионных электроизоляционных, высокотермостойких покрытий, внедрённых на предприятиях машиностроения. Барабанов — руководитель работ по физико-химическому обоснованию применения водорастворимых полиэлектролитов и их комплексов для создания водоограничительных материалов с целью повышения нефтеотдачи пласта. Положил начало научному направлению по разработке физико-химических основ взаимодействия высокомолекулярных соединений с клетками микроорганизмов для создания экологически чистых интенсивных процессов в биотехнологии с использованием полиэлектролитов и их комплексов. Обосновал промышленное использование полиэлектролитов в качестве комплексообразователей, флокулянтов, плёнкообразователей. Разработал технологии очистки сточных вод, газовых выбросов, резкого снижения процессов пылеобразования.
Автор и редактор большого цикла работ по истории вуза и проблемам технологического образования.

## Награды
Награждён орденами Дружбы народов (1981), Почёта (1999), медалями. Лауреат премии им. Г. Х. Камая (2007). Почётная грамота Президента РФ, благодарственные  письма Президента Республики Татарстан, премьер-министра Республики Татарстан, почетные грамоты Минвуза СССР, РФ, отраслевых министерств

## Труды
- Исследование в области физико-химии неводных растворов полиэлектролитов: диссертация … кандидата химических наук: 02.00.00. Казань, 1962. 233 с.
- Электрохимия неводных растворов полимерных электролитов: диссертация … доктора химических наук: 02.00.00. Казань, 1972. 420 с.
- Краткий курс физической химии. М.: Высшая школа, 1968; 1978 (соавторство).
- Элементоорганические полимерные электролиты // Труды казанской школы. Казань, 1984.
- Водорастворимые полимеры и их применение: Учебное пособие / В. П. Барабанов, С. В. Крупин. Казань: КХТИ, 1984. 78 с.
- Электролитическое осаждение органических покрытий // Журнал Всесозного химического общества им. Д. И. Менделеева. 1988. Т. 33, № 3 (соавторство)
- Формирование многокомпонентных полимерных покрытий на электроде // Российский химический журнал Т. 43, № 3/4 (соавторство).
- Шилова С. В., Третьякова А. Я., Билалов А. В., Барабанов В. П., Полиэлектролитные комплексы кватернизованного поли-4-винилпиридина и додецилсульфоната натрия в водно-этанольных средах. // Высокомолекулярные соединения 2003. т. 45. Сер. А. № 8. с. 1333-1339.
- Shilova S.V., Tret’yakova A.Ya., Barabanov V.P. , Thermodynamics of Micelle Formation in a Water-Alcohol Solution of Sodium Tetradecyl Sulfate / RUSSIAN JOURNAL OF PHYSICAL CHEMISTRY A. 2016, т. 90, в. 1, с. 95-99.
- S.V. Shilova, A.Ya. Tret’yakova V.P. Barabanov, Formation of Chitosan-Surfactant Complexes in Aqueous-alcohol Media / RUSSIAN CHEMICAL BULLETIN. 2020, в.7, с. 1316-1320.
- Технологический университет — родному Татарстану, 1920—2020 / В. П. Барабанов, О. Н. Коршунова, А. Ю. Суслов. Казань: Издательство КНИТУ, 2020. 158 с.

## Диссертации, защищенные под научным руководством профессора В. П. Барабанова
Докторские:
- Центовский В.М. «Диссоциация некоторых элементно-органических соединений в неводных растворителях» (1977)
- Крупин С.В. «Коллоидно-химические основы ограничения водопритоков в нефтяной скважинах водорастворимыми полимерами» (1990)
- Билалов А. В. «Ионные, конформационные и фазовые равновесия в системах линейный полиэлектролит - поверхностно-активное вещество» (2006)
- Сагадеев Е. В. «Термохимические характеристики фосфор и мышьяк органических соединений и производных алифатических и ароматических углеводородов» (2007)

Кандидатские:
- Александровская С. А. «Взаимодействие полиэлектролитов на основе акриловой кислоты и 2-метил-5-винилпиридина с синтетическими латексами» (1982)
- Бабаев А. А. «Ассоциация катионных и амфотерных сополимеров акрил амида с анионными ПАВ в водных растворах» (2006)
- Безруков А. Н. «Ассоциация катионных полиэлектролитов с алкилсульфатами натрия в водно-спиртовых средах» (2010)
- Бикчантаева Н. В. «Физико-химическое исследование растворов полиамидокислоты» (1976)

- Богданов Б. Л. «Исследование неводных растворов сополимеров метакриловой кислоты и ее солей двухвалентных металлов с использованием метода радиоактивных индикаторов» (1970)

- Богоявленская Л. А. «Исследование процесса сополимеризации метилметакрилата с метакриловой кислотой в присутствии некоторых солей метакриловой кислоты» (1966)
- Бренерман М. Л. «Взаимодействие поликислот с солями (1:1) в спиртово-водных средах» (1981)
- Ведихина Л. И. «Изоэлектрическое состояние и образование новой фазы в растворах полиамфолита акриловая кислота - 2-метил-5-винилпиридин» (1983)
- Гвоздева-Карелина А. Э. «Адсорбция N-алкилсодержащих пиридиновых солей на висмутовом электроде и их электрохимические реакции» (1992)
- Гольдман В. В. «Влияние заряда и природы ионов на противоионную ассоциацию в растворах полиакриловой кислоты в метаноле» (1988)
- Горелова Е. Г.«Нитропроизводные дихлорбензофуроксанов и их акарицидные составы в водных средах» (2009)
- Громова Е. Ю. «Взаимодействие карбоксилсодержащих полиэлектролитов с ионами металлов диметилформамиде» (1987)
- Губайдуллин Д. А. «Водные растворы акриловых полимеров как модификаторы поверхности пористых тел» (1992)
- Гумеров Т. Ю. «Комплексообразование в процессах коагуляции и флокуляции белково-липидных коллоидных систем» (2006)

- Жихарева И. Г. «Исследование влияния природы и плотности ионогенных групп на физико-химические свойства растворов полиэлектролитов». 1969
- Ионова Н. В. «Физико-химический анализ многокомпонентных углеводородных систем». 2006
- Кадыров Р. Р. «Взаимодействие сополимеров акриловых кислот в пористой среде с электролитами при изоляции вод в нефтяных скважинах». 1986
- Карасев Ю. А. «Влияние природы металла подложки на строение и свойства анодно-электроосажденных полиимидных покрытий». 1990
- Кириченко А. В. «История развития этилена». 2001
- Коноплева А. А. «Катодное электроосаждение сополимеров 2-метил-5-винилпиридина из растворов полиэлектролитов». 1973
- Кулагина Е. М. «Межмолекулярная ассоциация водорастворимых амфотерных полиэлектролитов на основе (мет) акриловой кислоты с катионным поверхностно-активным веществом». 1995
- Курмаева А. И. «Противоионное связывание в неводных растворах полиэлектролитов». 1973
- Матвеева О.А. «Особенности физико-химического поведения мономерных и полимерных соединений М-бутил-2-метил-5-винилпиридиний бромида в растворе и на электроде» (1987)
- Новикова И.Р. «Взаимодействие частично кватернизированного поли-4-винилпиридина с анионными поверхностно-активными веществами в водной среде» (1985)
- Осипов О. П. «Сепарация водной дисперсной фазы на лиофобной поверхности» (2002)
- Победимская Т.Г. «Образование, физико-химические и гидроизолирующие свойства полиэлектролитных комплексов на основе водорастворимых сополимеров» (1983)
- Потапова М. В. «Физико-химические свойства полиамфолитов на основе метакриловой кислоты в растворе и на границе раздела жидкость — газ» (1989)
- Ризаева М.Д. «Влияние полимерных электролитов на процесс формирования фторопластовых покрытий на электроде» (1988)
- Сабиров Р.К. «Адсорбционное и электрохимическое поведение N-алкилсодержащих пиридиновых соединений на висмутовом электроде в диметилформамиде» (1995)
- Сагитова Н.С. «Абсорбционное поведение кватернизированных производных поливинилпиридина на границах раздела фаз в присутствии низкомолекулярных ПАВ» (2002)
- Санников С.Г. «Электропроводность неводных растворов низкомолекулярных и полимерных полиэлектролитов в поле высокой напряженности» (1969)
- Саутина Н.В. «Взаимодействие водных растворов некоторых неионных ПАВ - производных оксида этилена с поверхностью полимеров»2009
- Свердлов Л.Б. «Физико-химические взаимодействия амфотерных полиэлектролитов с этанолокисляющими дрожжами в процессе их агрегации» 1985
- Селиванова Н.М. «Влияние физико-химической природы пигмента на процесс формирования полимерного композиционного покрытия на электроде, его структуру и защитные свойства» 2002
- Сулейманова М. X. «Влияние состояния поверхности алюминиевого электрода на процесс электроосаждения и защитные свойства алкидно-эпоксидных покрытий». 1987
- Торсуев Д. М. «Электрохимическое восстановление мономерных и полимерных ионов пиридиния в неводной протоно-донорной среде». 1982
- Третьякова А.Я. «Потенциометрическое и кондуктометрическое исследование неводных растворов фосфорсодержащих кислот и солей». 1974
- Тухватуллин Р.Г. «Взаимодействие однозарядных противоионов с карбоксилсодержащими макромолекулами в неводных средах». 1996
- Харью Н.А. «Исследование полиэлектролитных свойств неводных растворов протофильных азотосодержащих полимеров». 1978
- Файзуллина Г.Г. «Коллоидно-химические особенности процессов коагуляции и флокуляции в жиросодержащих системах». 2004
- Центовская В.С. «Исследование электропроводности некоторых ониевых солей в растворителях средней диэлектрической проницаемости». 1965
- Центовский В.М «Исследование полиэлектролитных свойств растворов сополимеров кислот акрилового ряда» (1965)
- Чижова М.А. «Электрохимическое поведение полиэтил-2–метилвинилпиридина бромида в неводных средах» (1979)
- Шайдуллин К.Ш. «Исследование взаимодействий между твердой поверхностью и ионногенными полимерами в водных растворах» 1981
- Шарифуллин И.Л. «Адсорбция карбоксилсодержащих полимеров из водных солевых сред на аэросиле» 1984
- Шашкина О.Р. «Влияние энергетического состояния поверхности полимеров на смачивание их неионными ПАВ» 2004
- Шегидевич Г.А. «Ингибирование, кристаллизация карбоната кальция в водных растворах» 1988
- Шилова С.В. «Ассоциация катионных полиэлектролитов на основе винилпиридина с анионным ПАВ в водно-этанольных средах» 2000
- Эбель А. О. «Влияние неионных ПАВ и их композиций на поверхностные свойства простых олигоэфиров» 2004
- Юсупова Р. И. «Поверхностно-активные полимер-коллоидные комплексы полиамфолит-додецилсульфат натрия и их влияние на устойчивость биосуспензий» 2009
- Ярошевская X.М. «Исследование взаимодействия поли (4,4'-ок-сидифенилон) пиромоллитамидокислоты с ионами металлов в диметилформамиде» (1978)